# Tania Prinsier
Tania Prinsier (Veurne, 4 april 1976) is een Vlaams presentatrice en miss.

## Biografie
Op de middelbare school volgde Prinsier vier jaar Latijn-Wiskunde en daarna twee jaar Moderne Talen-Wiskunde. In het voortgezet onderwijs volgde ze de richting Bedrijfskunde en Secretariaatsbeheer.
Haar eerste media-aandacht kreeg ze in 1999 door de titel Miss Internet te winnen. In 2000 werd ze verkozen tot VT4-babe. Hierdoor gaf ze haar job als coördinator van het Vrijzinnig Laïciserend Centrum van Oostende op en werkte ze een jaar voor VT4. Zo was ze assistente van Peter Van Asbroeck in Now or Never en copresentatrice van Ben Van Ostade bij de tweede VT4-babe verkiezing. Dat jaar stond ze vier keer op de cover van P-Magazine.
Na haar jaar als VT4-babe kon ze aan de slag bij deMENSEN, het productiehuis van Ben Crabbé. Hiervoor werkte ze als productieassistente voor onder meer Eurosong 2002, Aan Tafel, Dieren in Nesten en De Laatste Week.
In april 2002 werd ze gecontacteerd door JIMtv met de vraag om er te beginnen als IJ. Tania ging in op het voorstel en mocht het after school-programma The Wok presenteren. Later presenteerde ze Summer Game, het eerste programma op de Vlaamse televisie waarin de presentator presenteerde in bikini, Hitbox, The Artist, Pop & Showbizznews en Jimlist 40. Daarnaast presenteerde ze op KanaalTwee het prestigieuze Top of the Pops. In april 2005 besloot ze om de zender te verlaten.
Van oktober 2003 tot mei 2004 schreef Prinsier voor Het Belang van Limburg en voor Gazet van Antwerpen de reeks Tania troost, waarin ze sporters troostte na een nederlaag. Later schreef ze Bodycheck, waarin ze sporters interviewde over hun lichaam. Ook in 2004 sprak ze de stem van dokter Liz in Garfield: The Movie in. Ook in Garfield: A Tail of Two Kitties sprak ze deze stem in.
Prinsier ging daarna werken voor Prime Sport, waarvoor ze twee voetbalmagazine presenteert. Op zaterdag bekijkt ze de wedstrijden van de Premier League, op zondag overloopt ze de gebeurtenissen in de Bundesliga. Sinds oktober 2006 presenteert ze op de regionale zenders Focus-WTV, AVS, Ring-TV, ROB.tv en TV Brussel het lifestyleprogramma Tendens. Ze nam de presentatie over van Pascale Bal.
Prinsier schrijft voor het tijdschrift Blik de reeks Tania tussen de sterren, waarin ze aan bekende Vlamingen enkele karaktereigenschappen voorlegt die zijn voorgeschreven in hun horoscoop.
Prinsier is meter van de hulporganisatie Donxa. Deze opereert in Vietnam, op een tiental kilometer van Hanoi, en helpt de plaatselijke bevolking op gebied van onderwijs, gezondheidszorg, huisvesting en kinderactiviteiten.
Prinsier is de vriendin van voetballer Bart Goor.